# Mischpult

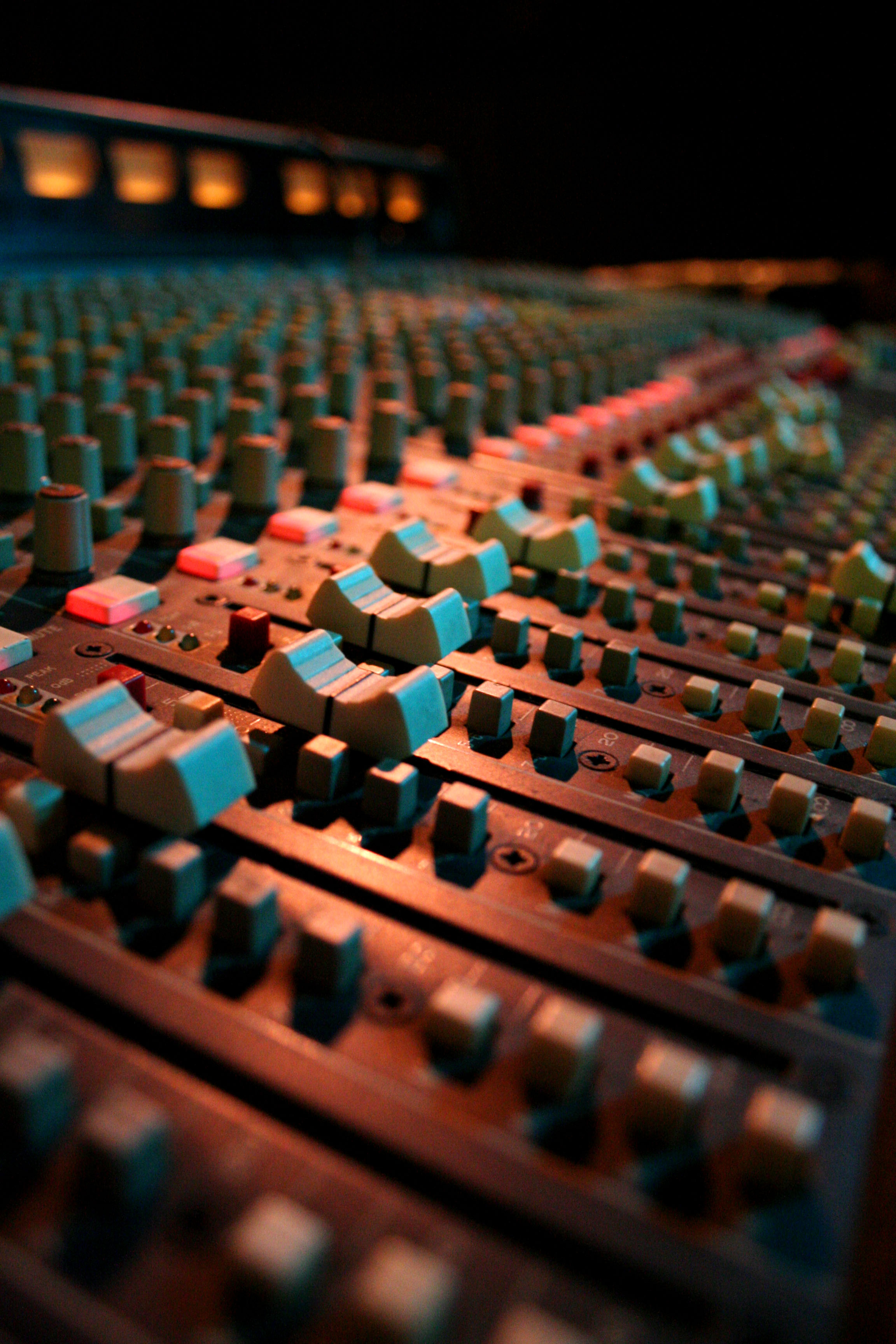
Kanalzüge eines analogen Audio-Mischpults. Mit den weißen Schiebereglern lassen sich die Signalpegel der einzelnen Audio-Kanäle einstellen. Die grünlichen Drehknöpfe links oberhalb sind überwiegend Klangregler für unterschiedliche Frequenzbereiche (z. B. getrennt für Bass-, Mitten- und Höhenbereich) für jeden der Kanäle.

Ein Mischpult (englisch Mixing Console, kurz auch Mixer oder Console) dient dem Zusammenführen verschiedener elektrischer Signale (Audio, Video) und findet sich hauptsächlich in den Bereichen Veranstaltungstechnik und Musikproduktion.
Ein Mischpult zur Videobearbeitung nennt man herkömmlich auch Schnittpult, meistens jedoch Bildmischer. Die zur Beleuchtung von Bühnen benutzten Lichtsteuerungsanlagen werden umgangssprachlich oft als Lichtmischpult oder kurz Lichtpult bezeichnet, obgleich hierbei keine Signale gemischt werden. Hauptsächlich verwendet man den Begriff Mischpult im Zusammenhang mit der Tontechnik.

## Audio-Mischpult

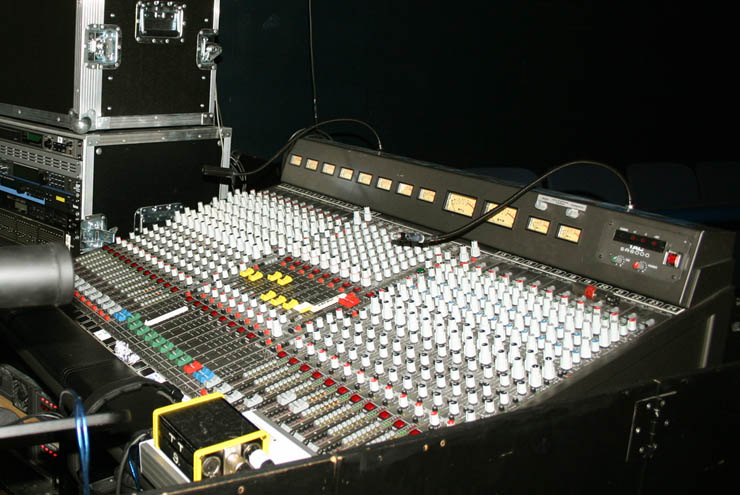
Analoges Audio-Mischpult im Theater

Ein Audio-Mischpult – auch als Ton-Mischpult, Tonpult, Mischer, Mixer oder Konsole bezeichnet – dient dazu, elektrische Tonsignale von verschiedenen Quellen (z. B. Mikrofone, Abspielgeräte oder elektronische Klangerzeuger) auf zwei oder mehr Ausgangssummen oder -busse (Untersummen mehrerer Signale), meistens nach Frequenzgangs- und Dynamikveränderungen, zusammenzufügen. Für Mischungen in Stereofonie werden zum Beispiel alle am Mischpult anliegenden Signale auf die Stereo-Kanäle „Links“ und „Rechts“ zusammengeführt. Ferner lassen sich mit geeigneten Mischpulten Mehrkanal-Surroundmischungen erzeugen. Es gibt unterschiedliche Mischpulte für die jeweiligen tontechnischen Anwendungen, wie Aufnahme und Abmischung in Tonstudios, Live-Beschallung, DJ oder Sendung, die sich in Bezug auf Größe, Funktionsumfang, Ergonomie, Klangeigenschaften und Preis von 50 Euro bis über eine Million Euro stark unterscheiden können. Audio-Mischpulte gibt es in den Ausführungen Analogmixer, Digitalmixer und Powermixer.

### Funktionsgruppen

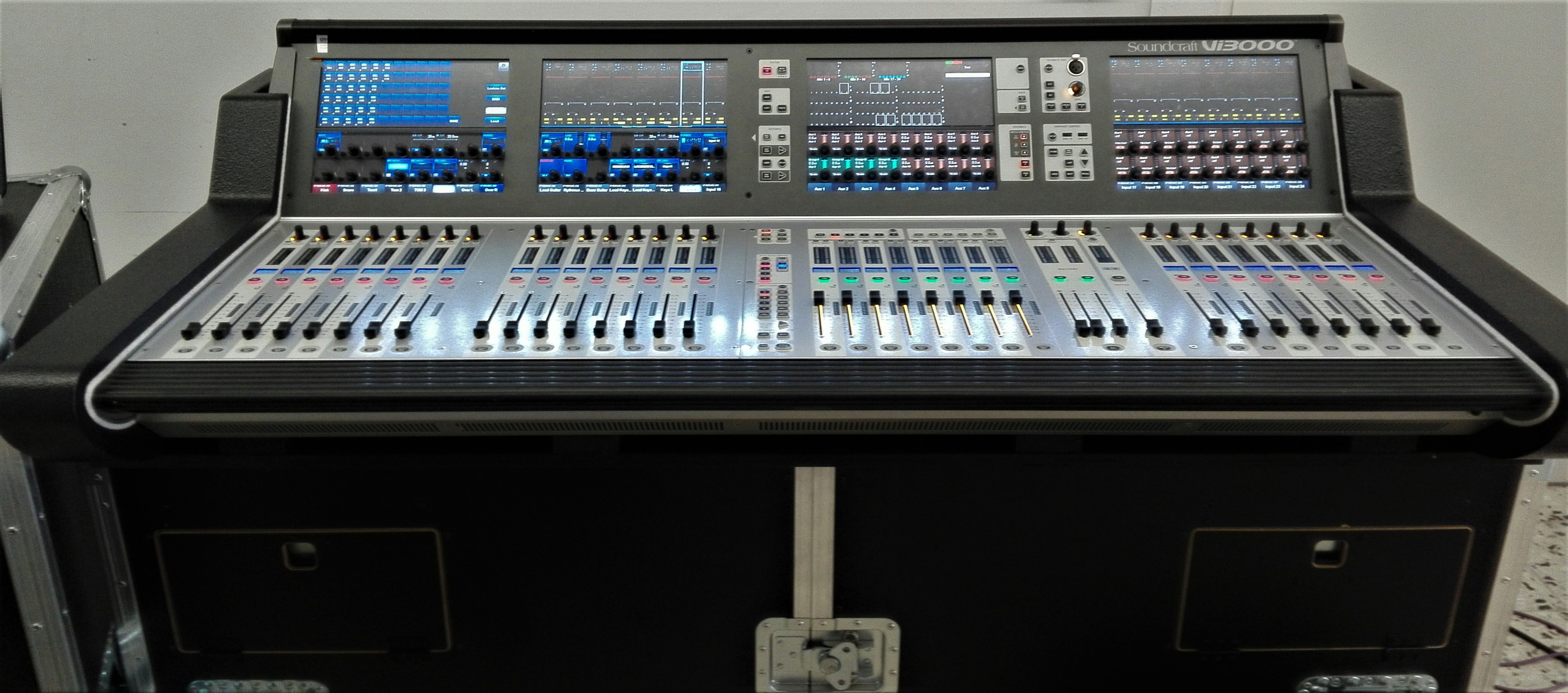
Digital-Tonmischpult nach einer technischen Wartung

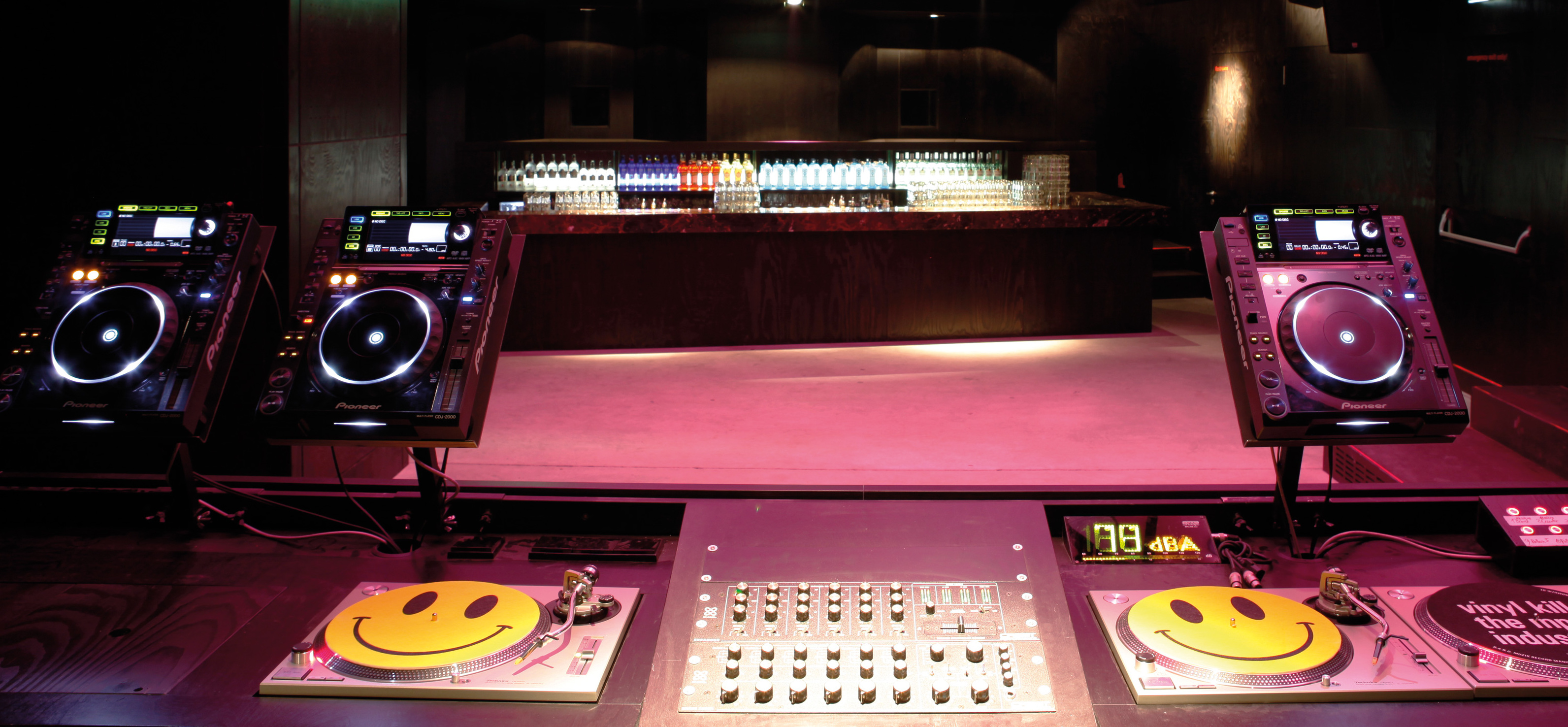
DJ-Arbeitsplatz mit Plattenspielern und DJ-CD-Playern an einem gemeinsamen Mischpult (Mitte) in einem Techno-Club

Ein Mischpult ist in den meisten Fällen in verschiedene Funktionsbereiche aufgeteilt. In der üblichen Konfiguration folgen die Signalwege dabei meist der Leserichtung von oben nach unten und von links nach rechts.

#### Eingangskanäle
Die erste Sektion bilden mehrere Audio-Eingänge. Diese sind gegebenenfalls weiter gruppiert nach Mono- und Stereo-Eingängen.

#### Subgruppen
Auf größeren Mischpulten finden sich Subgruppen, mit denen mehrere Eingangssignale zusammengefasst werden können, etwa um gleichzeitig deren Lautstärke regeln zu können, sie an verschiedene Spuren eines Aufnahmegeräts oder eine eigene PA-Gruppe (Beschallungsgruppe) zu schicken. Bei Mischern, die zum DJing verwendet werden, ist außerdem ein Crossfader (Überblendregler) zwischen den Subgruppen üblich.

#### Rückkanäle / Effekte
Die von den einzelnen Kanälen zu internen oder externen Effektgeräten abgezweigten Signale können wieder dem Summensignal, manchmal auch bestimmten Subgruppen zugemischt werden.

#### Master / Summe
Der finale Mix wird schließlich über einen Master-Fader einer – externen oder beim Powermixer integrierten – PA, einem Aufnahmegerät oder Sender zugeführt.

#### Abhören
Vom Bediener (Operator) können verschiedene Punkte im Signalweg, meist mit einem „Solo“ gekennzeichneten Schalter/Taster, gewählt werden, um sie auf dem Kopfhörer oder Lautsprechern im Abhörraum (Control-Room) wiederzugeben oder vorzuhören.

## Technischer Aufbau

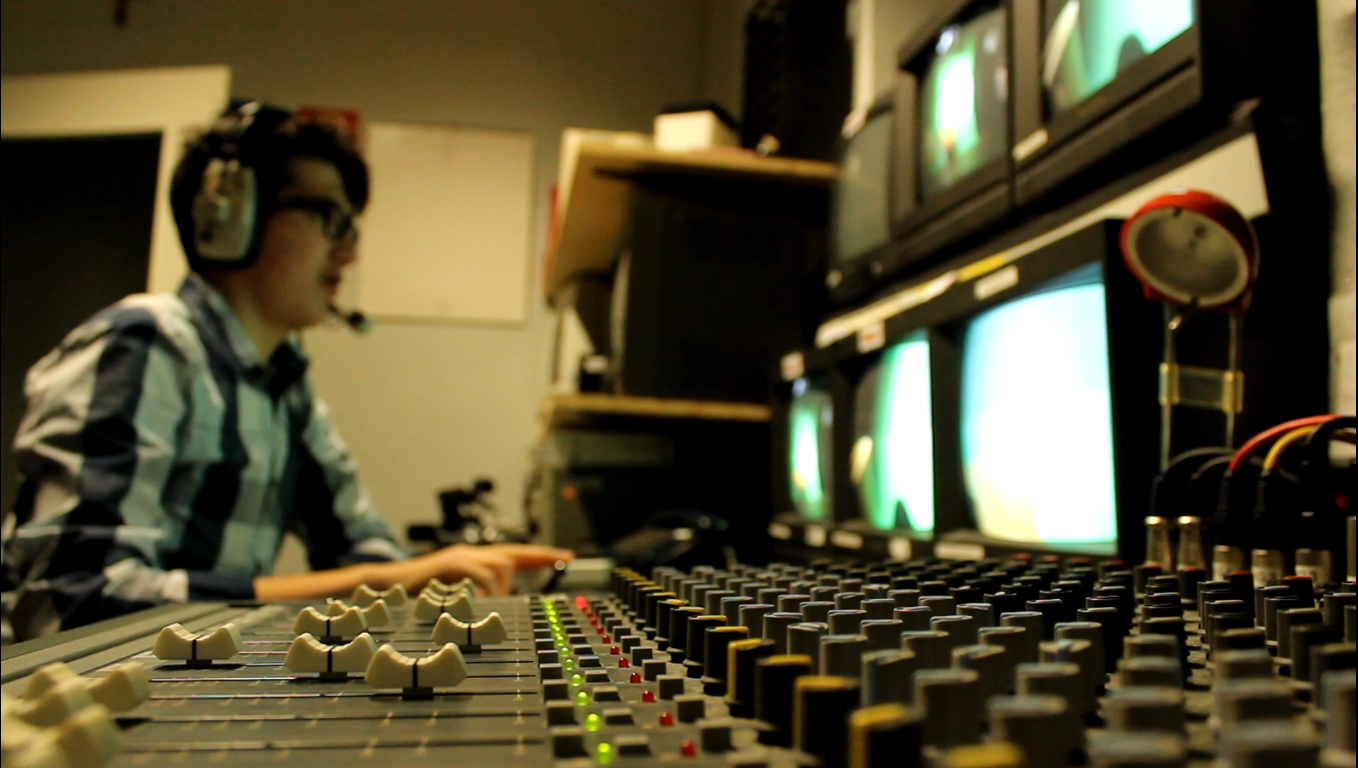
Einsatz eines analogen Tonmischpults in der TV-Liveproduktion (2014).

Es gibt analoge, digitale und hybride (analoge mit digitaler Technik kombiniert) Mischpulte. In Analogmischpulten ist das Signal immer ein elektrisches Abbild des Schalls und wird auch so verarbeitet. In Digitalmischpulten dagegen wird der Ton in ein digitales Signal umgewandelt und von Prozessoren (DSP) verarbeitet. Hybridpulte besitzen eine digitale Steuerung und analoge Signalverarbeitung.
Alle diese Techniken haben ihre Vor- und Nachteile. So kann ein kleines Mischpult günstiger in Analogtechnik hergestellt werden, da ein geringerer Schaltungsaufwand nötig ist. Mit der Anzahl der Kanalzüge und Ausgänge wächst der Schaltungsaufwand und damit steigt der Preis an. Große Mischpulte können meistens kostengünstiger in Digitaltechnik hergestellt werden, weil eine Grundausstattung zwar teurer, eine Erweiterung und Aufteilung allerdings preiswerter ist, da die digitalen Signale auf einem gemeinsamen Datenbus übertragen werden und nicht von separaten elektrischen Leiterbahnen. Außerdem kann bei Digitalpulten an der Anzahl der Bedienelemente gespart werden, da ein Regler oder eine Taste mit verschiedenen Funktionen belegt werden kann. Es müssen nicht mehr für alle Kanäle Bedienelemente vorhanden sein. Die vorhandenen Kanalbedienstreifen können durch Layer- oder Bankumschaltungen mehrfach genutzt werden. So sind Kanalzahlen möglich, die in analoger Bauweise aus reinen Platzgründen nicht mehr zu realisieren wären. Bei heutigen Digitalpulten lassen sich die meisten Einstellungen (Faderpositionen, Kanal-Ein/-Ausschalter, Klang- und Panoramaeinstellungen etc.) in so genannten Szenen oder Snapshots abspeichern und bei Bedarf in Sekundenbruchteilen wieder aufrufen. Oft sind Effektgeräte wie zum Beispiel Kompressoren in Digitalpulten bereits integriert. Dadurch können im Vergleich zur Analogtechnik Platz und Kosten für zusätzliche Geräte eingespart werden.
Des Weiteren können manche digitalen Modelle auch dynamische Regelvorgänge wie etwa Faderbewegungen speichern und automatisch ablaufen lassen (dynamische Automation). Hybridpulte bieten diese Möglichkeit auch für analoge Signalverarbeitung. Der Schaltungsaufwand und damit der Preis für die Kopplung der digitalen Steuerung mit der analogen Signalverarbeitung ist verglichen mit einem rein digitalen Ansatz jedoch sehr hoch und findet deswegen heute kaum Anwendung. Einzig eine digitale Pegelsteuerung in ansonsten analogen Pulten ist noch gebräuchlich. Echte Hybridpulte wie etwa die Euphonix CS-Serie oder die Lawo PTR werden heute nicht mehr hergestellt.
Mischpulte lassen sich auch auf einem Computer realisieren. Sie sind hierbei meistens in so genannte Digital Audio Workstations (DAW) integriert.
Die wichtigsten Merkmale eines Mischpultes sind die Anzahl der Eingangskanäle, die Anzahl der Ausgangsbusse, die Klangbearbeitungsmöglichkeiten und die ergonomische Anordnung der Bedienelemente für den jeweiligen Anwendungsbereich. Auf der rein technischen Seite ist das entscheidende Merkmal die Signalqualität. Der Frequenzgang sollte möglichst linear sein, und der Dynamikbereich, das heißt der Abstand zwischen dem Eigenrauschen des Mischpultes und seiner Verzerrungsgrenze, sollte möglichst groß sein.

## Typischer Signalfluss im Audiomischpult

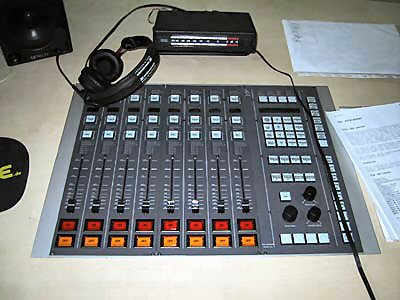
Tonmischpult im Rundfunk, RM3200D von DHD-Audio

### Eingangskanal
Am Anfang des Signalweges in einem Tonmischpult wird die Signalquelle je nach Pegel entweder an einen Line- oder einen Mikrofoneingang angeschlossen. Lineeingänge dienen zum Anschluss vergleichsweise hochpegliger Audiogeräte wie Keyboards und CD-Player und stehen meist in Form von Klinkenbuchsen, bei einfachen Geräten auch Cinch, zur Verfügung. Mikrofoneingänge sind hingegen meist in Form von XLR-Buchsen ausgeführt und verfügen oft über eine Phantomspeisung zur Verwendung hochwertiger Kondensatormikrofone. Über einen Drehregler (Eingangsverstärkung, Gain) wird der Eingangspegel der Signalquelle dem optimalen Arbeitsbereich des Mischpultes angepasst. Hier kann auch ein spezieller Mikrofon- oder Entzerrvorverstärker für Plattenspieler eingebaut sein. Zur optischen Kontrolle eines jeden Kanalpegels ist oft entweder ein Peakmeter oder ein vu-Meter vorhanden. Ergänzend zum Gainregler findet sich meist ein Pad-Schalter (Abdämpfungsschalter), mit dem ein zu lautes Eingangssignal um einen bestimmten Betrag (meist 20 dB) abgesenkt werden kann.
Ebenso findet sich bei vielen Mischpulten ein sogenannter Trittschallfilter (Ein Hochpass, der störende tiefe Frequenzen abschneidet, die z. B. durch Schritte auf der Bühne oder Greifbewegungen am Mikrofon verursacht werden). Oft kann die Grenzfrequenz dieses Filters eingestellt werden, entweder durch zweistufige Taster (zum Umschalten zwischen z. B. 80 Hz und 160 Hz), oder sogar durch Drehpotentiometer.
Handelt es sich um ein digitales Mischpult, so folgt an dieser Stelle die Analog-/Digitalwandlung des Signals.
Anspruchsvoller ausgestattete Mischpulte verfügen als Nächstes über einen Phasenschalter, mit dem die Schwingungsrichtung des Signals um 180° gedreht werden kann (Wellenberg wird zu Wellental und umgekehrt). Dies ist nützlich, um entweder Polungsfehler in der Verkabelung zu korrigieren oder gegenpolige Signale aufgrund von Mehrfachmikrofonierung einer Klangquelle anzupassen (z. B. bei Mikrofonabnahme der Snare eines Schlagzeugs von oben und von unten).
Als Nächstes durchläuft das Signal die Klangregelung (Filter, Equalizer). Der Klang eines Signals kann in verschiedenen Frequenzbändern (z. B. Bässe, untere Mitten, obere Mitten, Höhen) bearbeitet werden. Diese Bänder lassen sich jeweils im Pegel anheben oder absenken. Verfügt das Mischpult ferner über einen Frequenzregler, so können die einzelnen Bänder ggfs. verschoben werden, was gezieltere Anpassungen an die tatsächlich im Signal vorkommenden Frequenzen ermöglicht. Ist darüber hinaus ein Gütenregler (auch mit Q bezeichnet) vorhanden, so kann die Breite der Beeinflussung eines Bandes variiert werden. Sind alle genannten Regelmöglichkeiten vorhanden, so spricht man von einem vollparametrischen Equalizer. Daneben können für den Bass- und den Höhenbereich auch noch separate, sehr steilflankige Hoch- und Tiefpassfilter vorhanden sein, die es erlauben, sämtliche Frequenzen ober- oder unterhalb einer bestimmten Grenzfrequenz komplett wegzufiltern.
Bei manchen Pulten kann (wahlweise schaltbar vor oder hinter dem EQ) die Dynamik des Signals mittels Noise Gate und/oder Kompressor beeinflusst werden. Bestimmte Mischpulte verfügen des Weiteren über sogenannte Insertbuchsen in den Eingangssektionen der Kanäle, die das Einschleifen von externen Dynamik- oder Effektgeräten im betreffenden Kanal erlauben.
Im weiteren Verlauf des Kanalzugs folgen anschließend der Ein-/Ausschalter (On/Off, Mute) sowie als elementares Bauteil der bei jedem Mischpult vorhandene Schieberegler für den Kanalpegel, üblicherweise als Fader bezeichnet, bei Kompaktmischern auch als Drehpotentiometer ausgeführt.
Im Signalweg hinter dem Fader folgt der Panoramaregler (auch Panpot genannt, entgegen der Logik auf dem Bedienfeld über dem Fader angeordnet), mit welchem bestimmt werden kann, wie das Signal im Stereobild der Mischpultsumme positioniert ist. Er ist ein Überblendregler (ähnlich einem Crossfader) und dient dazu, ein Signal nach dem Kanal-Fader auf den rechten und linken Kanal in der Stereosumme zu verteilen; ist der Kanal einer Subgruppe zugeordnet, wird das Signal entsprechend dorthin geleitet, wobei die rechte Reglerstellung der geradzahligen Subgruppe, die linke der ungeraden entspricht. Um dabei eine insgesamt gleich bleibende Lautheit zu erreichen, wird das Signal einer entsprechenden Kurve folgend auf der dem Regler abgewandten Seite stärker bedämpft, auf der dem Regler zugewandten Seite weniger. Bei der in Mischpulten üblichen Intensitätsstereofonie werden dabei keine Signale in ihrer Laufzeit verändert oder auf den gegenüberliegenden Kanal geleitet.
Letztes Glied im Kanalzug ist das sogenannte Routing. Verfügt das Mischpult über Subgruppen, kann das Signal über Schalter neben dem Fader je nach Ausführung alternativ oder gleichzeitig zum Mastersignal an diese geschickt werden. Ebenso kann – besonders bei digitalen Mischern – jeder einzelne Eingangskanal direkt einer Spur eines Mehrkanal-Recorders zugeordnet werden.
Das Signal eines Kanals kann an verschiedenen Stellen im Kanalzug auf sogenannte Effekt- oder Monitorwege (Auxiliary-Wege = Hilfswege) geschickt werden. Meistens sind derartige Aux-Wege zwischen „pre-fader“ (Signal wird hinter der Filtersektion, vor dem Kanal-Fader abgezweigt, ist also unabhängig von dessen Stellung) und „after-“ beziehungsweise „post-fader“ (Signal ist abhängig vom Kanal-Fader) umschaltbar. Die Regler dafür finden sich auf dem Bedienfeld meist direkt über dem Panpot.

### Mischung der Signale

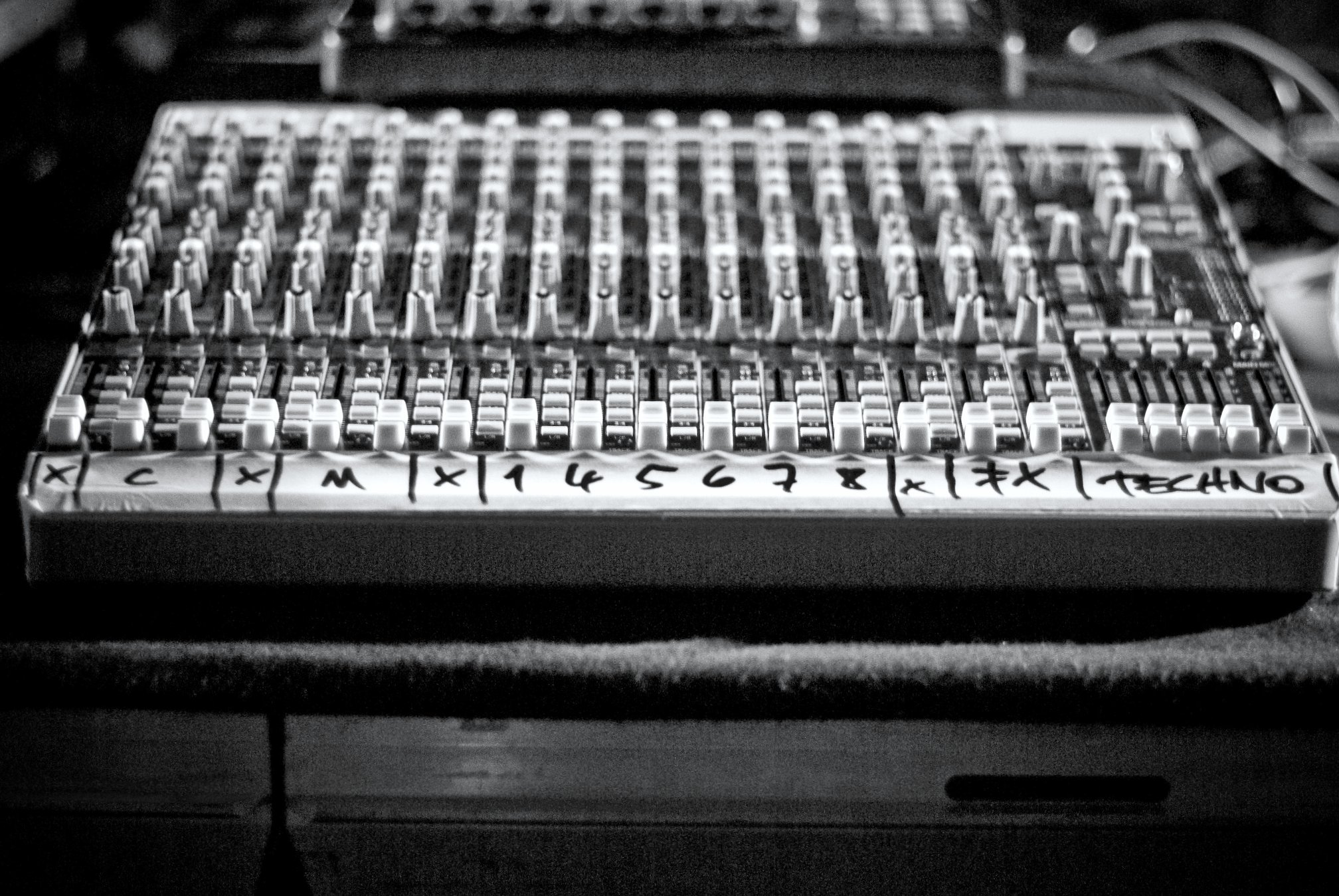
Mischpult von Paul Kalkbrenner bei einem Auftritt in der Gasmaschinenzentrale in Unterwellenborn

Das Mischen mehrerer Signale stellt eine technische Herausforderung dar, da die Lautstärke eines Kanals keinen Einfluss auf die Lautstärke eines anderen haben darf. Verbindet man lediglich den Mittelschleifer aller Lautstärke- bzw. Panoramapotentiometer miteinander, beeinflusst die Ausgangsimpedanz eines Kanals die Lastimpedanz, die auf die anderen Kanäle wirkt, und kann so im Extremfall die anderen Ausgänge kurzschließen, wenn ein Kanal komplett „abgedreht“ ist, und sein etwaiger Panoramasteller sich in einer Extremstellung befindet (siehe auch Überlagerungssatz). Um dies zu vermeiden, ist dafür zu sorgen, dass alle Kanäle eine feste Ausgangsimpedanz haben. In einfachen Passiv-Mischpulten (also ohne eigene Spannungsquelle) geschieht das durch einen Widerstand in der Größenordnung des Potentiometerwiderstandes am Ausgang jedes Kanals. Da dieser Widerstand eine additive Konstante in der Funktion des Ausgangswiderstands von der Potentiometerstellung darstellt, wird der Einfluss der Potentiometerstellung auf den Ausgangswiderstand eines Kanals vermindert. In aktiven Mischpulten folgt auf jeden Kanal ein Impedanzwandler, also ein Operationsverstärker oder ein(e) Transistor/Triode in Kollektorschaltung/Drainschaltung/Anodenschaltung mit definierter Ausgangsimpedanz. Dadurch sind die Impedanzen beim Mischen völlig unabhängig von den Ausgangsimpedanzen der Kanäle. Bei vielen Kanälen ist zu beachten, dass die – aus dem Überlagerungssatz hervorgehende – Mischspannung der Durchschnittsspannung entspricht, also die Amplitude eines Eingangs durch die Anzahl der Kanäle geteilt wird. Es muss daher eine Verstärkung um die Anzahl der Kanäle erfolgen, um tatsächlich die Summe der Spannungen zu erhalten.

### Mastersektion
Hinter dem Routing folgt die Mastersektion des Pultes, in der die Mischung der Signale sowie die Ausgabe der Summe an einen oder mehrere Masterausgänge erfolgt. Separate Ausgänge um das PA-Summensignal aufzuzeichnen werden dabei meist als Two-Track, abgekürzt 2TK(-out), bezeichnet; ein 2TK in-Weg dient dazu, das aufgenommene Signal ohne weitere Beeinflussung direkt wieder abzuspielen.
Größere Mischpulte besitzen zusätzlich Subgruppen, auf denen eine Mischung mehrerer Eingangssignale erfolgt. So können Tonquellen wie Schlagzeug, Chor- oder Orchesterstimmen zusammengefasst und mit einem einzigen Fader ins Mastersignal geblendet werden. Ebenso können die einzelnen Spuren eines Aufnahmegeräts oder verschiedene Lautsprecheranlagen bespielt werden. Bei Mischpulten für Musikdarbietung ist mit dem waagerecht eingebauten Crossfader eine ähnliche Konstruktion vorhanden; hierbei werden der linken und rechten Seite ein oder mehrere Eingänge zugewiesen, zwischen denen mit einem einzigen Regler überblendet werden kann.

### Abhörsektion
Während einer Produktion braucht der Bediener am Pult neben dem Mastersignal auch die Möglichkeit, einzelne Kanäle oder Subgruppen im Regieraum oder auf dem Kopfhörer vorzuhören, ohne das Ausgangssignal zu beeinflussen. Mit dem Pre-Fader-Listening (englisch pre fader = vor dem Lautstärkeregler) kann (besonders bei live-Produktion) eine neue Signalquelle begutachtet werden, während auf dem Ausgangssignal noch andere Kanäle anliegen. Dazu besitzt jeder Abhörpunkt einen eigenen PFL-Schalter, bei dessen Aktivierung die Pult-Abhöre nur noch die einzelnen PFL-geschalteten Signale darstellt. Ähnlich erlaubt der Mixdown-Solomodus (AFL, after fader listen = Abhören hinter dem Fader), einzelne Kanäle genau so abzuhören, wie sie im Mix klingen, also inkl. ihrer Pegel- und Panoramaeinstellung sowie auf sie angewandte Effekte. Nützlich ist dies auch bei der Fehlersuche oder zur Nachjustierung von Filtern während einer laufenden Produktion und zur Begutachtung gerade aufgenommenen Materials, die „Hinterbandkontrolle“.
Ebenso ist es wichtig, den Agierenden ein Feedback zu geben, das sogenannte Monitoring. Sofern keine Kopfhörer oder In-Ear-Monitoring-Systeme benutzt werden, auf denen das Mastersignal laufen kann, ohne Rückkopplungen in die Tonabnehmer zu verursachen, müssen dazu spezielle Mixes erstellt werden. Dies kann im einfachsten Fall über die Aux-Wege realisiert werden, größere Mischpulte verfügen aber über spezielle Möglichkeiten zur Erstellung von Kopfhörer- und Monitormischungen und deren Verteilung auf die Aufnahmeräume und agierenden Personen. Bei großen Live-Aufführungen wird dafür auch ein eigenes Pult auf der Bühne benutzt.
Einige Pulte bieten auch die Möglichkeit der Kommunikation des Tontechnikers mit den Personen im Aufnahmeraum (Talkback).

### Kabelverbindungen
Professionelle Mischpulte für die Festinstallation in großen Studios haben meistens keine einzeln ausgeführten Ein- und Ausgangsanschlüsse mehr. Die Verkabelung erfolgt vielmehr über Multipin-Steckverbindungen. Damit können mit Multicore-Kabeln auch effizient und übersichtlich viele analoge Audiowege gelegt werden, etwa in verschiedene Studioräume oder vom FOH zur Bühne, wo die einzelnen Anschlüsse an Stageboxen aufliegen.
Ein Steckfeld (engl. patchbay), in das Bedienpanel eingebaut oder in einem externen Rack, an das intern die Ein- und Ausgänge aller im Studio vorhandenen Audiogeräte angeschlossen sind, ermöglicht es, alle Geräte sehr leicht und flexibel durch einfaches Stecken kurzer Kabel miteinander zu verbinden („patchen“).

## Mischpultkonzepte

### Split-Konsole
Bei diesem Konzept kann mit einem Kanal nur ein Signal bearbeitet werden, das heißt, die Hinterbandkontrolle kann nur über einen weiteren eigenen Kanal stattfinden. Die Anzahl der Subgruppen ist fest vorgegeben und kann nicht beliebig erweitert werden. Daher wird dieses Mischpultkonzept heute meistens im Live-Bereich als FOH-Mischer verwendet. Vor Aufkommen der Inline-Mischpulte waren Splitpulte auch im Studiobetrieb üblich, große Split-Konsolen besaßen zu diesem Zweck eine eigene Abhörsektion mit entsprechend vielen Kanälen. Ein Vorteil des Konzepts ist die bessere Übersicht über den Signalfluss, nachteilig die mangelnde Flexibilität und, insbesondere bei größeren Setups, der enorme Platzbedarf.

### Inline-Konsole
Das erste Mischpult mit dem Inline-Konzept wurde von der Firma SSL entwickelt und ist bis heute der professionelle Standard in großen Musikstudios. Die Idee hinter diesem Konzept ist die, dass man mit einem Kanal gleichzeitig zwei Signale verarbeiten kann. Zum einen liegt das Input-Signal der aufzunehmenden Quelle am Hauptfader an und wird zum Tonbandgerät oder zur DAW geschickt. Gleichzeitig kann man über den „kleinen“ Fader im selben Kanalzug das Off-Tape-(Hinterband)-Signal abhören. Für die Abmischung kann man die Belegung der Fader wechseln, zusätzliche Signalquellen einspielen, Kanäle beliebig als Subgruppen definieren sowie die Filter und Ausspielwege flexibel zwischen den vorhandenen Signalen desselben Kanalzugs aufteilen. Ein zusätzlicher Vorteil ist die enorme Platzersparnis. Man bezeichnet das Inline-Konzept auch als „Sandwich-Bauweise“.

### Splint-Konsole
Das Konzept der Splint-Konsolen ist eine Mischung aus den beiden vorangegangenen Mischpultkonzepten. Die Anzahl der Subgruppen ist zwar wie beim Split-Pult begrenzt, jedoch können pro Kanal zwei unterschiedliche Signale angelegt werden, von denen das eine über den Hauptfader, das andere über den „Small Fader“, zumeist ein kleiner Fader oder ein Potentiometer, geregelt wird. Die Signale können über Statusumschalter zwischen dem Hauptfader und dem „kleinen“ Fader, je nach Ausstattung des Pultes auch flexibel auf den Entzerrer oder die Ausspielwege geschaltet werden. Eins der bekanntesten Pulte dieser Bauart ist das „8-Bus“-Pult der Firma Mackie.

#### Andere Konzepte

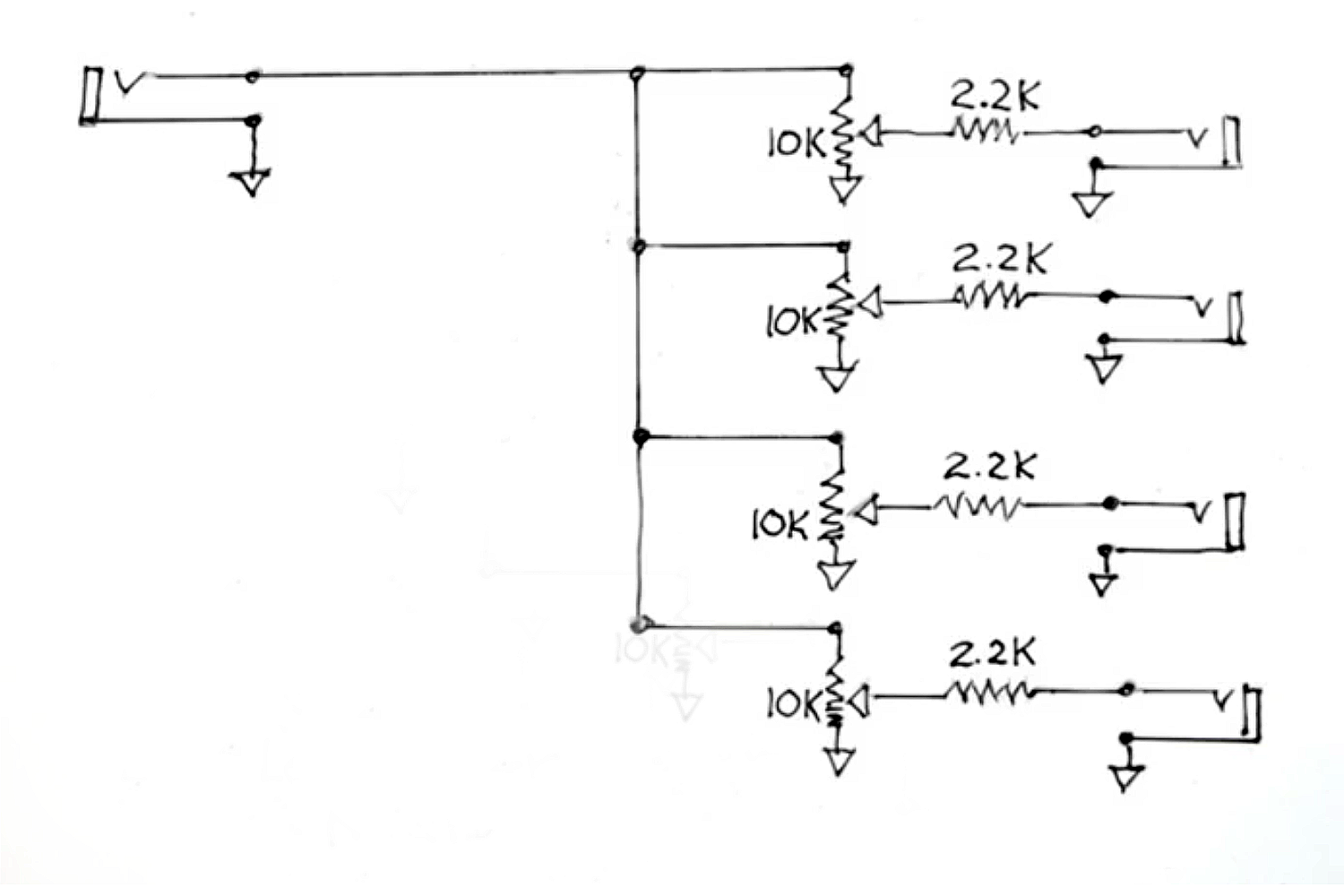
Schaltplan eines Line-Level-Mixers

- Line-Mischer: Dieses Mischpultkonzept verfügt normalerweise nicht über Mikrofoneingänge und wird gerne von Keyboardern auf der Bühne für einen Vorab-Mix eingesetzt.
- Monitor-Konsolen: Diese Mischpulte finden im Live-Bereich Anwendung und werden für den Monitormix auf der Bühne eingesetzt. Daher verfügen sie über eine große Anzahl an Aux-Wegen.

## Zusatzfunktionen
Für besondere Einsatzzwecke werden Mischpulte mit zusätzlichen Funktionen ausgerüstet, die entweder über eigene Bedienelemente oder über die Verbindung mit vorhandenen Funktionen Arbeitsabläufe vereinfachen.

### Phantomspeisung
Die im Studiobereich vorrangig verwendeten Kondensatormikrofone benötigen eine Betriebsspannung. Diese kann bei den meisten Mischpulten als Phantomspeisung zugeschaltet werden. Wenn ein Mischpult keine Phantomspeisung hat, besteht die Möglichkeit, ein Speiseteil oder einen geeigneten Vorverstärker zwischen Mikrofon und Mischpult zu schalten. Die Spannung beträgt meistens 48 Volt.

### Fader/Hotstart
Besonders bei Sendemischpulten und manchmal auch bei DJ-Mixern kann mit dem Hochziehen eines Kanal-Faders (Faderstart) oder dem Drücken des Signal(On-)Schalters (Hotstart) das an diesen Kanal angeschlossene Wiedergabegerät gestartet werden.

### Abhör-Stummschaltung
Um Rückkopplungen zu vermeiden, darf in einem Studioraum, in dem ein Mikrofon in Betrieb ist, dessen Signal nicht wiedergegeben werden. Die Stummschaltung kann so konfiguriert werden, dass beim Öffnen eines Mikrofonkanales die Monitorboxen im entsprechenden Raum abgeschaltet werden und das Signal nur noch über Kopfhörer verfügbar ist.

### Effekte
Insbesondere digitale Mischpulte können mit einer mehr oder weniger aufwendigen Effekt-Sektion ausgestattet sein (siehe hierzu auch: Channel strip). Dies reicht von einfachen Summeneffekten (z. B. einfacher Hall, Flanger oder Chorus) in Geräten des unteren Preissegmentes bis zu hochwertigen Effekt- und Dynamikbearbeitungseinrichtungen für jeden Kanalzug in teuren Pulten.

### Equalizer
Zusätzlich zu den Filtermöglichkeiten in den einzelnen Kanalzügen kann mit einem Summen-Equalizer das Ausgangssignal den Gegebenheiten des Raumes und der Lautsprecher angepasst werden. Ähnlich den integrierten Effekten genügen auch diese Equalizer bei billigen Geräten kaum professionellen Standards, schon wegen des begrenzten Platzangebots am Bedienfeld können nur wenige, damit relativ breite, Filterbänder geboten werden.

### Powermixer
Ein Powermixer fasst ein (zumeist etwas einfacher gehaltenes) Mischpult und einen Tonfrequenz-Leistungsverstärker in einem Gerät zusammen. Geräte dieser Art werden vor allem für Live-Darbietungen vor etwas kleinerem Publikum von etwa 50 bis 100 Personen beispielsweise von Musikcombos, Tanzgruppen, für Karaoke-Events, von Schaustellern, Werbeveranstaltern eingesetzt. Sie halten als Teil einer Beschallungsanlage den Gesamtaufwand klein, da im Wesentlichen sonst nur noch die Lautsprecherboxen und die Tonquellen benötigt werden.
Powermixer werden von verschiedenen Herstellern angeboten und haben meist die übliche Pultform. Sie gehören in ihrer Wirkungsweise grundsätzlich auch zur Gruppe der Audioverstärker und sind oft in Stereo-Technik, also zweikanalig aufgebaut. Einfachere, zumeist nicht in Pultform erscheinende und von der Frontplatte aus zu bedienende Geräte, die seltener zweikanalig sind, werden allgemein als „Mischverstärker“, im unteren Preissegment jedoch ebenfalls als „Powermixer“ bezeichnet. Die Definitionen sind daher nicht exakt abgrenzbar.

### Fernbedienung
In vernetzten Produktionssystemen wie dem ARD-Hörfunk sind viele Mischpulte in den Studios fernbedienbar. Die Regler des eigentlichen Pultes werden durch Servo- oder Linearmotoren mitbewegt. Dadurch bleibt die Stellung der Regler „aktuell“ und ein manueller Eingriff vor Ort ist weiterhin möglich. Typische Anwendungsfälle der Fernsteuerung sind:
- Ferninterviews, bei denen lediglich der Interviewte im örtlichen Studio sitzt (kein örtlicher Techniker anwesend)
- komplexe Livesendungen aus mehreren Studios, die über eine zentrale Regie „gefahren“ werden
- Sendungen mit rechnergesteuertem Ablauf (typischerweise nachts), bei dem ein Rechner das Mischpult bedient und lediglich eine Überwachungsperson anwesend ist (auf die bei Privatsendern teilweise sogar verzichtet wird)
- „Abfahren“ physikalischer Tonträger (z. B. Bänder) auf dezentralen Maschinen (Beispiel: Eine Livesendung wird beim HR in Frankfurt produziert, ein Beitrag wird vom Studio Kassel zugeliefert und liegt dort auf Band bereit). Allerdings verschwindet diese Anwendung zunehmend mit der Verbreitung serverbasierter Audiodatenspeicherung.

## Bekannte Mischpult-Hersteller
- Allen & Heath
- AMS Neve
- Behringer
- DHD audio
- DiGiCo
- Digidesign
- Dynacord
- Lawo
- Mackie
- Midas
- Numark
- Pioneer
- PreSonus
- Solid State Logic
- Soundcraft
- Stage Tec
- Rundfunk- und Fernsehtechnisches Zentralamt
- QSC Audio
- Shure
- Studer (Harman International Industries)
- SQN Lab.
- Tascam
- Technics
- Trident
- Yamaha